# 张景仁 (南梁)
張景仁（？—？），廣平郡廣平縣（今河南省鄧州市）人，南朝梁人物。

## 生平
张景仁的父亲在天监初年被同县人韦法所杀。张景仁当时刚八岁，立志待长大后复仇。梁武帝普通七年（526年）的一天，张景仁与韦法相遇，乘其不备，亲手杀死韦法，并斩下他的头，拿到父亲的坟墓前祭奠。事后，他把自己捆绑起来到郡中自首，请求按刑法处置。广平郡太守蔡天起上报雍州。当时皇子萧纲在雍州，于是下教书褒美张景仁，原谅他的罪责，蠲免一户租调，以旌表孝行。